# Siam Paragon
 (septembre 2012).
 (décembre 2010).
Le Siam Paragon  (thaï สยามพารากอน) est un grand centre commercial du quartier de Pathum Wan (Khet) de Bangkok ouvert le 9 décembre 2005. 

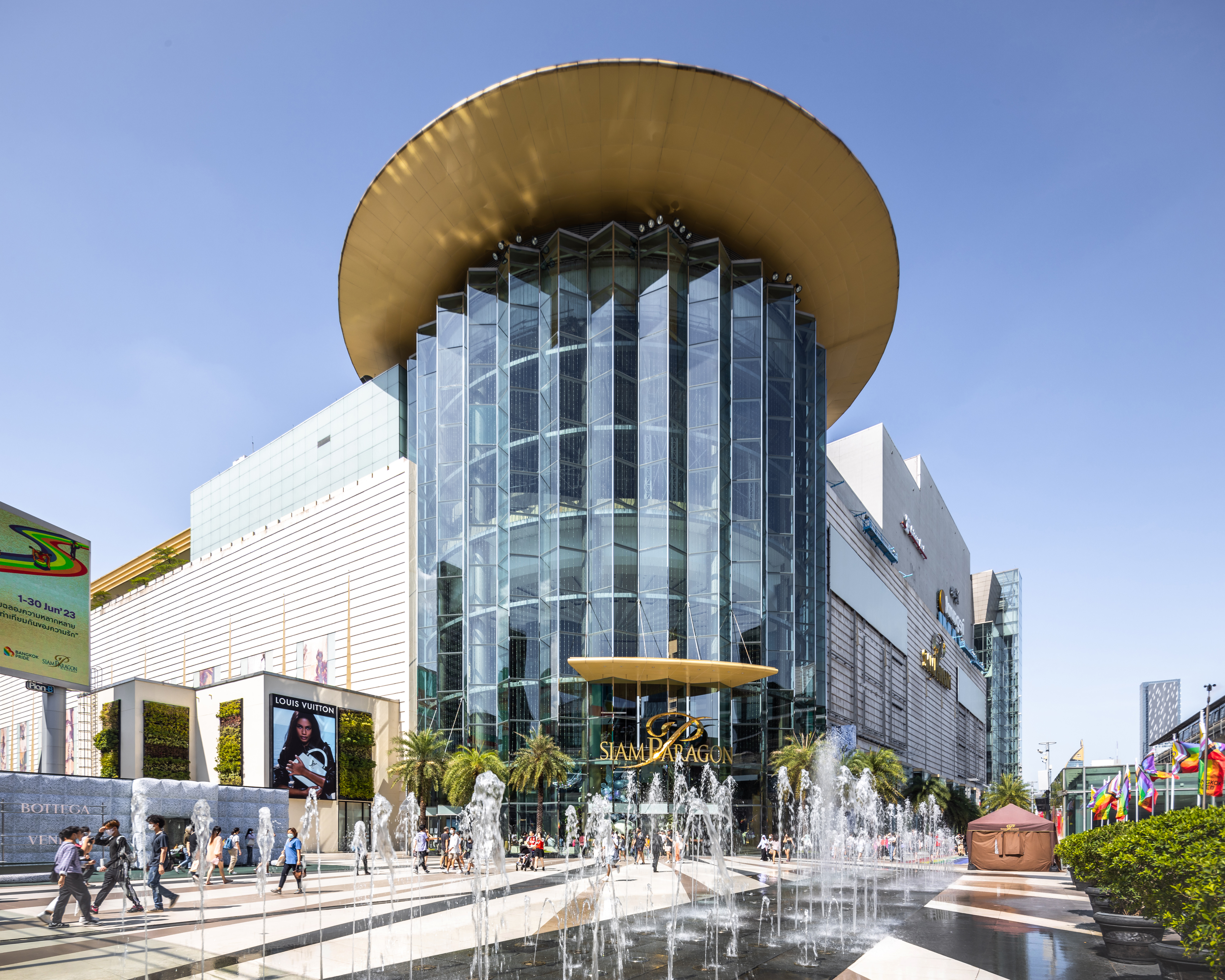
Entrée du Siam Paragon

Projet ambitieux de Siam Piwat Co. Ltd et Mall Group Co. Ltd., deux grands investisseurs thaïlandais associés dans la société Siam Paragon Co. Ltd., il a coûté 15 milliards de bahts (environ 300 millions d’euros) et nécessité plusieurs années de construction. Le luxueux hôtel intercontinental (Siam InterContinental Hotel), monument emblématique de l'époque moderniste de Bangkok construit en 1966, a été détruit en 2002 afin de libérer de la place pour construire ce centre commercial. Sa surface est de  500 000 m².
L'ambition du Siam Paragon est de devenir le department store le plus visité d'Asie du Sud-Est avec plus de 100 000 personnes par jour et de détourner la clientèle des centres commerciaux de Singapour. Le Siam Paragon compte également attirer les conférences et expositions grâce à une salle de congrès de 12 000 m² et ses cinq étages pouvant accueillir de nombreux évènements.
Le centre a attiré un large public depuis son ouverture, mais ses résultats financiers ne sont pas connus.

## Boutiques

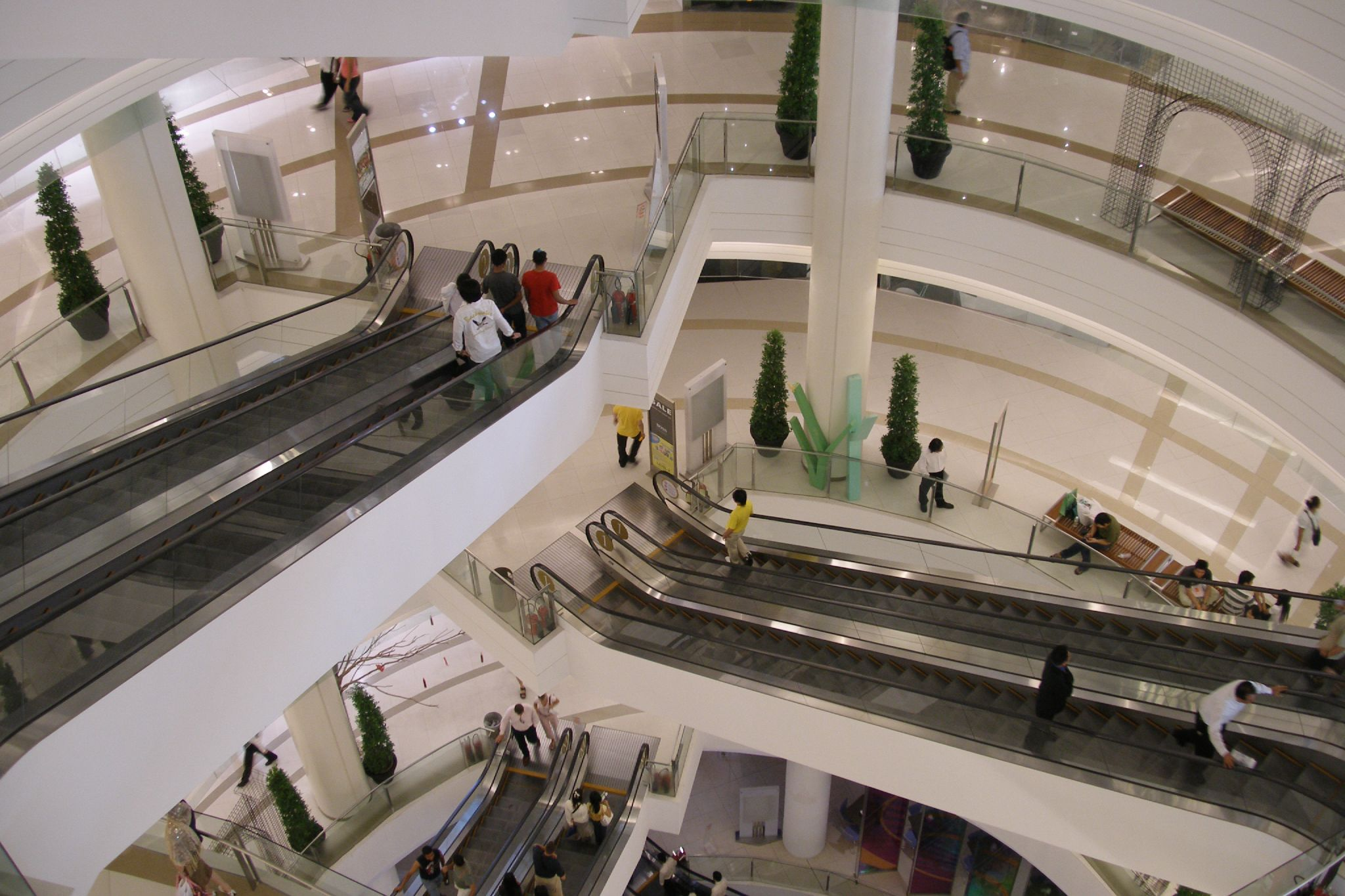
Escaliers intérieurs

Le Siam Paragon compte plus de 300 commerces, essentiellement des boutiques de luxe voire grand luxe (Ferrari, Lamborghini, Bang et Olufsen, Dolce et Gabbana, etc.), ainsi que de nombreux restaurants et aires de restauration sur plus de 15 000 m².
Le centre commercial comporte plusieurs espaces thématiques : IT World, The Global Entertainment, Oceanarium, Gourmet Paradise, The Luxury, Fashion Venue, Lifestyle & Leisure, Living et Technology.

## Attractions

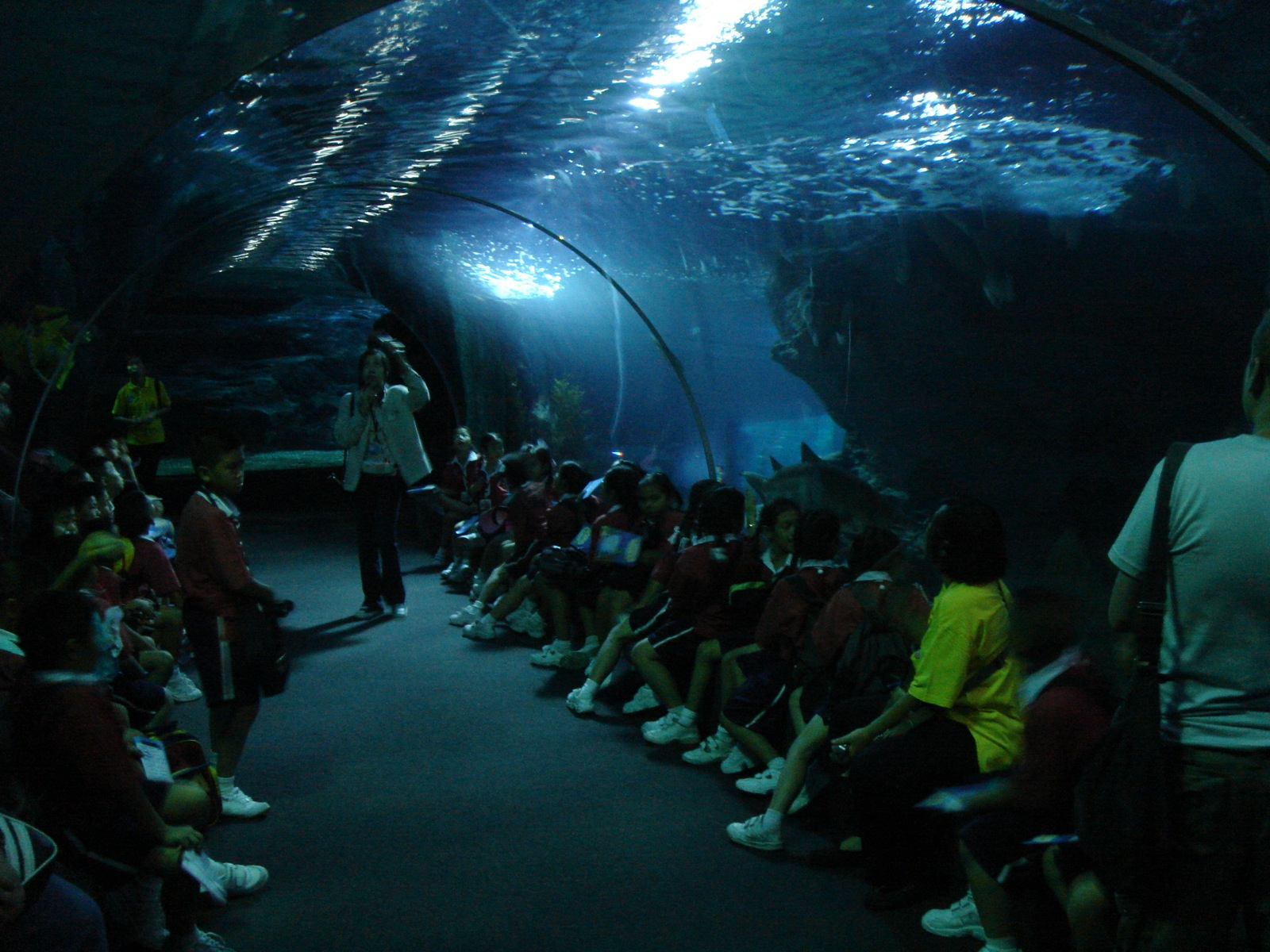
Siam Ocean World

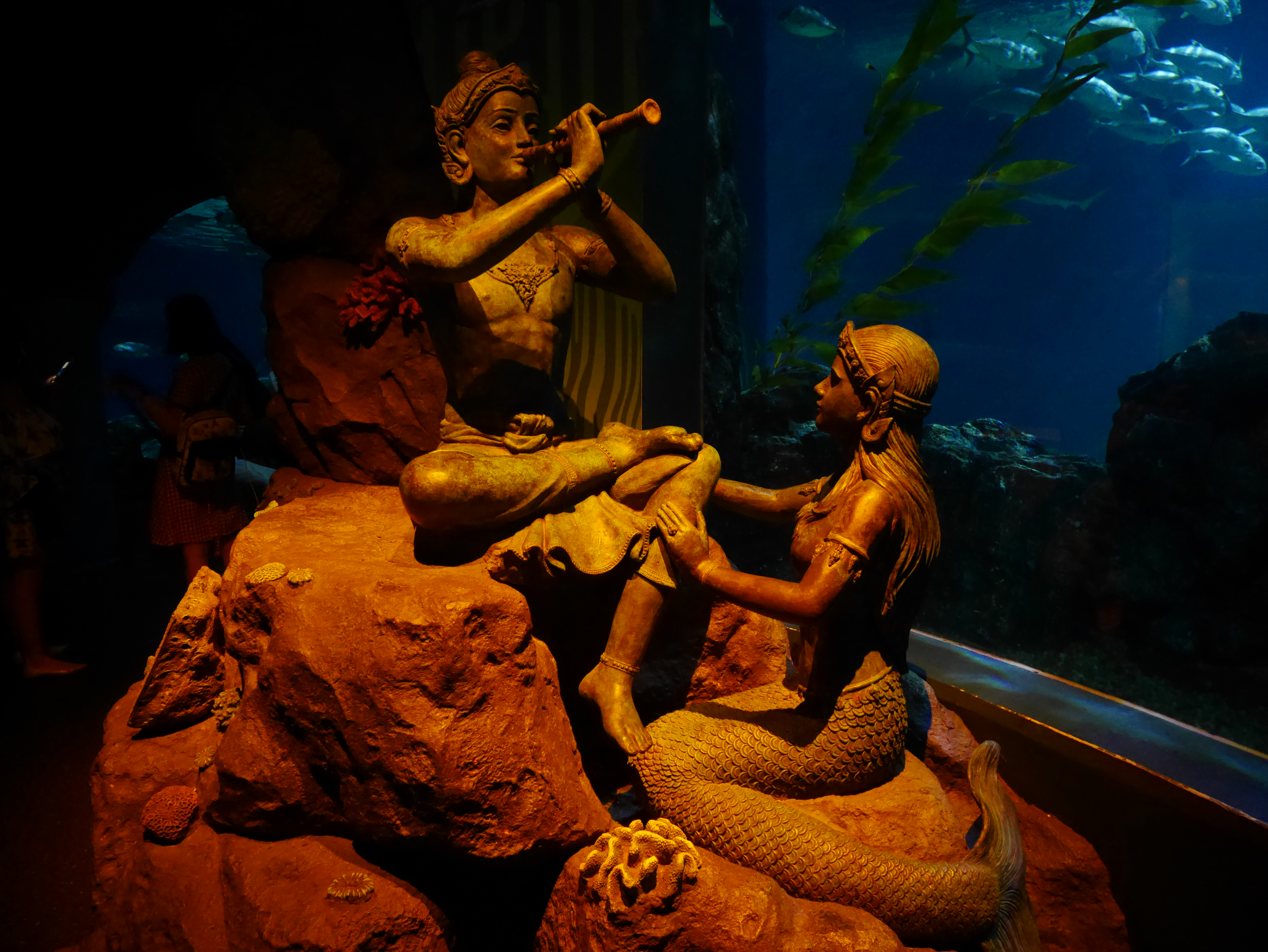
Statues de Phra Aphai Mani et de la sirène, illustration du poème épique de Sunthorn Phu, Siam Ocean World

Au sous-sol de Siam Paragon se trouve le plus grand aquarium de Thaïlande, appelé Siam Ocean World puis renommé Sea Life Bangkok Ocean World, équipé d'une technologie de pointe et ayant coûté 1 milliard de bahts, soit environ 20 millions d'euros. On y trouve plus de 30 000 animaux aquatiques de 400 espèces différentes.

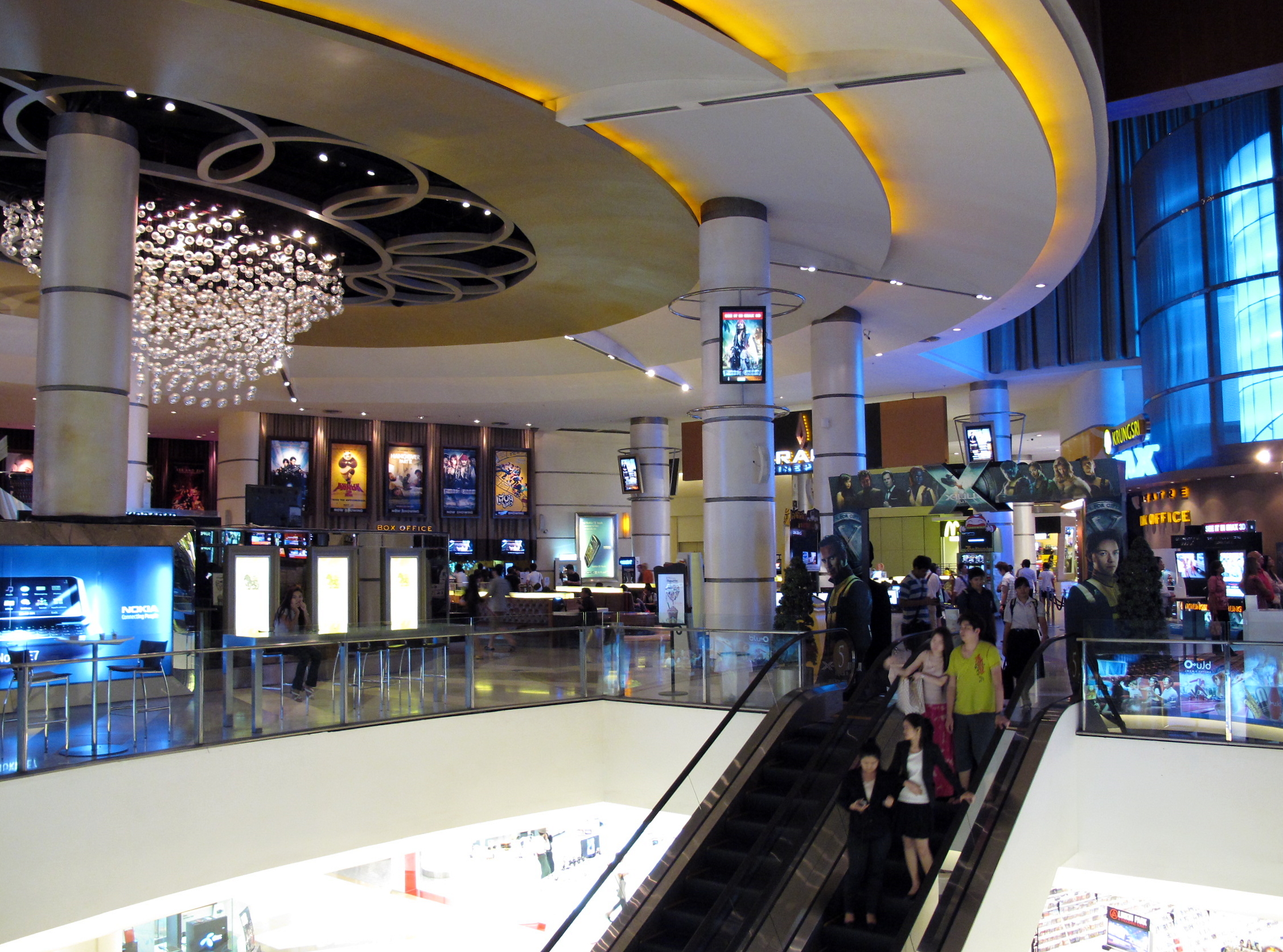
Salles de cinéma

Le cinquième et dernier étage rassemble plusieurs cinémas multiplex : le Paragon Cineplex de 14 salles et 1100 places, le Siam Opera de 1 600 places et le Krungsri Imax Theatre de 500 places, première salle IMAX en Thaïlande, qui passe régulièrement les derniers blockbuster en 3D.

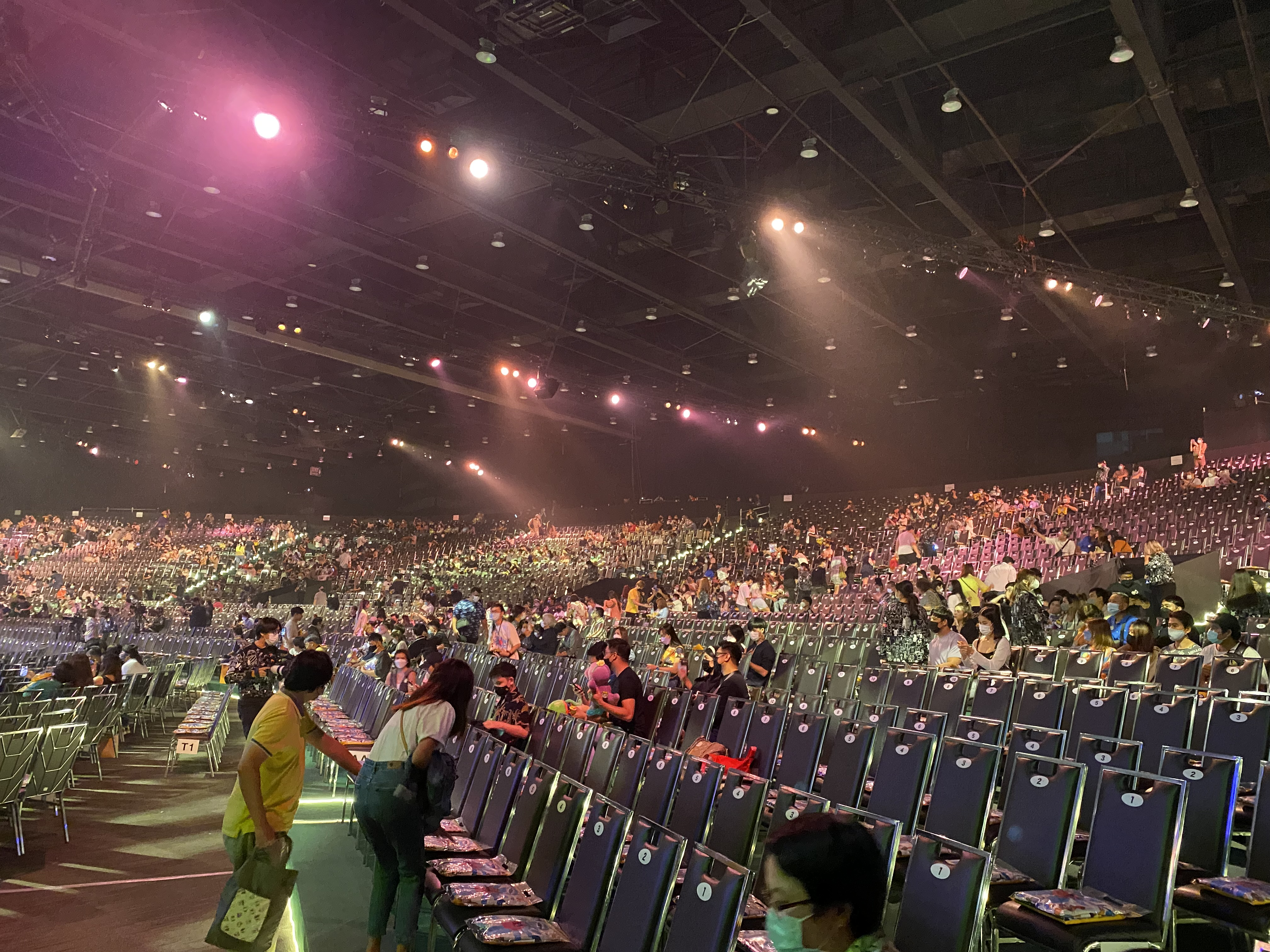
Salle de congrès et de concerts Royal Paragon Hall de 5 000 places

On trouve également dans le centre le Royal Paragon Hall, un espace pouvant accueillir 5000 personnes pour des congrès ou des concerts, un bowling de 38 pistes et plusieurs salles de karaoke.
En 2010, le musée de cire Madame Tussauds y a ouvert.
La direction du Siam Paragon a fait venir spécialement de France un expert du CNRS pour concevoir un mur végétal haut de plusieurs dizaines de mètres situé à l'entrée ouest du centre.

## Situation
Le Siam Paragon est situé au 991 Rama 1, Pathumwam, Bangkok 10330, juste en face de Siam Square, et séparé du centre commercial Central World par le Wat Pathum Wanaram. Il est accessible par la station Siam du SkyTrain de Bangkok (ligne Silom et ligne Sukhumvit).

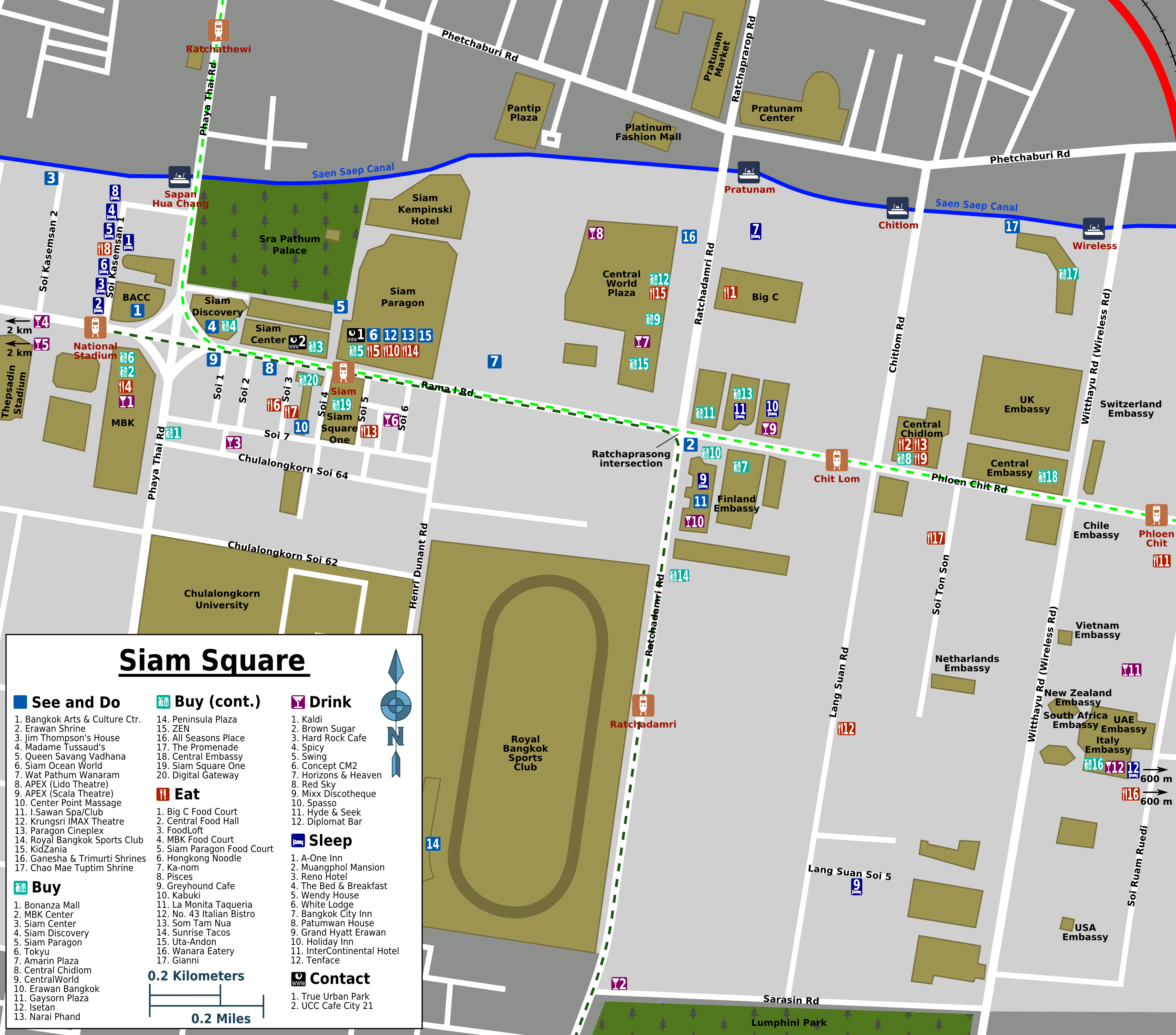
Plan de Siam Square (carré bleu clair 5 : Siam Paragon)

## Cinéma
Le Siam Paragon a accueilli à plusieurs reprises le Festival mondial du film de Bangkok, ainsi qu'en en juin 2008 la 9e cérémonie des International Indian Film Academy Awards.